# ابيل مولينيرو
ابيل مولينيرو (بالإسبانية: Abel Molinero Pons)‏ (28 أبريل 1989 بمدريد في إسبانيا - ) هو لاعب كرة قدم إسباني في مركز جناح ‏. لعب مع أتلتيكو مدريد ب وريال خاين ونادي ألميريا ونادي غوادالاخارا ونادي لوغو ونادي ألميريا ب وأتلتيكو مدريد ج وSan Fernando CD ‏.

## روابط خارجية
- ابيل مولينيرو على موقع قاعدة بيانات كرة القدم.إي يو (الإنجليزية)
- ابيل مولينيرو على موقع Soccerway.com (الإنجليزية)
- ابيل مولينيرو على موقع AS.com (الإسبانية)